# Adenosina deaminase
A adenosina deaminase ou adenosina desaminase (ADA) é uma enzima envolvida no metabolismo de purinas. Existe em grande quantidade em linfócitos e monócitos ativados, sobretudo linfócitos T Helper.

## Histórico
A primeira descrição da adenosina deaminase para uso em diagnóstico foi em 1970 em pacientes com câncer de pulmão. Apenas em 1978 foi descrito o uso desta enzima no diagnóstico de tuberculose.

## Bioquímica

Adenosina
Inosina (observar a desaminação no topo da figura)

Esta enzima promove a desaminação da adenosina para inosina e da desoxiadenosina para desoxiinosina.

## Valores
A sensibilidade e especificidade dos valores da ADA no derrame pleural, para o diagnóstico de tuberculose, dependem do estudo e da metodologia; e quanto maior for a prevalência da tuberculose pleural, maior será o valor preditivo positivo da ADA.
Habitualmente, usa-se um valor igual ou acima de 40 U/L. Isto rende uma sensibilidade de 91 a 100% e uma especificidade de 81 a 94%, valor preditivo positivo de 84 a 93% e valor preditivo negativo de 89 a 100%[carece de fontes?].

## Falso positivo
Algumas situações podem aumentar a ADA e confundir com tuberculose como falso positivo, tais como linfoma e, raramente, empiema pleural complicado.
O seu valor é independente do fato do paciente ter ou não SIDA.

## Coleta
O líquido pleural (10 - 20 ml) pode ser encaminhado para o laboratório para a dosagem de adenosina deaminase em:
- tubo seco estéril (sem adição de anticoagulante)
- tubo anticoagulado (EDTA)

A influência do anticoagulante na concentração da enzima foi testada em uma série de casos de derrames pleurais septados (cavitados). Constatou-se que, embora a adenosina deaminase tenda a ser discretamente mais baixa nos tubos anticoagulados, esta diferença não é significativa para propósitos clínicos. Portanto, é possível determinar-se a atividade da adenosina deaminase do mesmo tubo encaminhado para o exame citológico.
As amostras também devem ser encaminhadas acondicionadas em recipiente com gelo, ou imediatamente após a coleta. No caso de o laboratório não realizar o exame nas primeiras quatro horas desde a coleta, é recomendada a centrifugação do material e congelação em alíquotas do sobrenadante para posterior determinação[carece de fontes?].